# Groß Gerungs
Groß Gerungs (česky Velké Kerušice), je město v okrese Zwettl v Dolních Rakousích. Žije zde přibližně 4 500 obyvatel.

## Geografie
Velké Kerušice leží ve Waldviertelu (Lesní čtvrti) v Dolních Rakousích asi 20 km západně od Zwettlu. Plocha území města je 105,88 kilometrů čtverečních. 38,72 % plochy je zalesněno.
Město sestává z katastrálních území Aigen, Albern, Antenfeinhöfen, Böhmsdorf, Blumau, Dietmanns, Egres, Etlas, Etzen, Frauendorf, Freitzenschlag, Griesbach, Groß Gerungs, Groß Meinharts, Haid, Harruck, Heinreichs, Hypolz, Häuslern, Josefsdorf, Kinzenschlag, Klein Gundholz, Klein Reinprechts, Klein Wetzles, Kotting Nondorf, Marharts, Mühlbach, Nonndorf, Ober Neustift, Ober Rosenauerwald, Oberkirchen, Preinreichs, Reitern, Schönbichl, Schall, Siebenberg, Sitzmanns, Thail, Wendelgraben, Wurmbrand.

### Sousední obce
- Na severu Großschönau
- na východě Zwettl
- na jihovýchodě Rappottenstein
- na jihu Arbesbach
- na jihozápadě Liebenau
- na západě Langschlag
- na severozápadě Bad Großpertholz.

## Historie
V 11. a 12. století patřilo území pod panství Kuenringů. Tam kde dnes stojí Ödenschlößl byl v roce 1160 postaven hrad, který byl později přestavěný na zámek, ale po roce 1600 pustl. V roce 1430 byla obec povýšena na městys. V roce 1619 v době třicetiletých válek byly Velké Kerušice císařským vojskem vypáleny. V roce 1983 byla obec povýšena na město.

## Politika
Starostou města je Maximilian Igelsböck, vedoucí kanceláře Andreas Fuchs.
V městském zastupitelství je 25 křesel, která po posledních obecních volbách dne 14. března 2010 byla podle získaných mandátů rozdělena takto:
- ÖVP 17
- SPÖ 3
- Zelení 3
- FPÖ 2

## Kultura a pamětihodnosti

### Budovy
- Farní kostel zasvěcený svaté Markétě je v jádru románského slohu, východní věž pochází z 12. či 13. století a v 15. století byl kostel goticky modernizován. V jižní boční lodi jsou ženské kaple z roku 1362, původní gotické klenby byly v období baroka opatřeny pozoruhodnými štukovými omítkami.
- Pozdně gotická fara stojící naproti kostela má průčelí barokně upraveno.
- Dva domy č. 68 a 69 vytváří tzv. Ödenschlößl na jihu obce a uchovávají zbytky starého opevnění.
- Barokní mariánský sloup na hlavní náměstí nese Madonu s růžemi.
- Pranýř byl postaven na konci 17. století.
- Na výpadové silnici ve směru na Dietmanns je několik malých sakrálních památek, jako např. patrový oltář z roku 1495.

### Kamenné pyramidy
V okolí města se nachází "kamenná pyramida" a několik kamenných staveb, pod nimiž jsou turisticky zajímavé arény. Všechny objekty mají geomantické vlastnosti.
- Kamenné pyramidy působí dojmem kuželů ve Stufenkegelu leží v Neuwald u Ober Neustift a skládá se z kruhových úrovní o celkové výšce 6.8 m. Průměr nejnižšího stupně je 16,5 m a ten nejvyšší 7.2 m. Kdy byly postaveny a pro jaký účel není dodnes vyjasněno.
- Sedm metrů v průměru a impozantní váha 500 tun "globus", opracovaná žula, která tvarem připomíná obětní stavby. Leží v oblasti Oberrosenauerwald směrem k zámku Rosenau.
- Asi 6 m dlouhý Kierlingstein v lese mezi Böhmsdorf a Wurmbrand leží na čtyřech velkých balvanech. Přímo na kameni je asi 40 cm hluboká pánev, která je trvale naplněna vodou. Této vodě je připisován podle legendy hojivý účinek a má také působit na krásu.
- Severozápadně od Kerušic u části osady Thail se nachází uprostřed skupin několika stromů nápadný, tři metry vysoký "obětní kámen" s velkou mísou.
- V Pierbichlwaldu u cesty ke Klausově kapli leží 24 tun těžký kamenný kvádr. Vysoko trčící obrovský kamenný útvar spočívá lehce nakloněný ve svahu.

## Hospodářství a infrastruktura
- Neagrárních pracovišť podle sčítání lidu v roce 2001 bylo 183 a zemědělských a lesnických pracovišť v roce 1999 bylo 532. Počet výdělečně činných osob v místě bydliště v roce 2001 bylo 2159. To představuje 45,87 %.
- V současné době je prováděna úprava hlavního náměstí v Kerušicích. Kvůli nedostatku finančních prostředků je obnova předmětem prudké kritiky. V rámci úsporných opatření bude úvěr navýšen.
- Velké Kerušice jsou koncovým bodem jižní větve "Úzkorozchodné dráhy Waldviertelu", na které je od roku 2001 ještě nostalgický provoz.
- Ve městě je křižovatka "Greiner Straße B119, spojující Weitru (Vitoraz) s Greinem, a Böhmerwald Straße B 38, vedoucí od Hornu do Kollerschlagu.
- V nejbližších 15 letech má být vybudována od Velkých Kerušic spolková dálnice B38 a B41 mezi Světlou / Zwettl a Cáhlovem / Freistadt kvůli komfortnímu napojení na Mühlviertler-Schnellstraße, která rovněž má být také postavena. Společně s velkou tříproudovou silnicí B37, vznikne rychlá spojnice z východu na západ mezi Kremží / Krems, Světlou, Velkými Kerušicemi a Horními Rakousy.